# تنها (فیلم ۱۹۸۷)
تنها (به فرانسوی: Le Solitaire) با عنوان طغیانگر هم شناخته می‌شود، یک فیلم سینمایی فرانسوی در ژانر فیلم جنایی به کارگردان ژاک دری با بازی ژان-پل بلموندو محصول سال ۱۹۸۷ میلادی است.

## خلاصه فیلم
کمیسر استان به همراه برادرش سیمون در تعقیب تبهکاری به نام اشنایدر است، در این حین سیمون به دست اشنایدر کشته می‌شود و اشنایدر موفق به فرار می‌شود. دو سال می‌گذرد استان به ریاست بخش جرم و جنایت منصوب می‌شود، ولی همچنان به فکر دستگیری اشنایدر است.
این فیلم در تلویزیون ایران با نام طغیانگر پخش شده‌است.